# Cyprinodon alvarezi
Cyprinodon alvarezi là một loài cá trong họ Cyprinodontidae. Nó là loài đặc hữu của México, but is now extinct in the wild.

## Hình ảnh

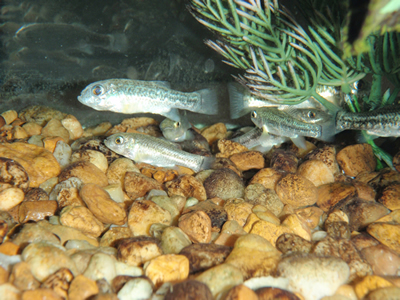